# Mark Davis (Unicode)
Pour les articles homonymes, voir Mark Davis et Davis.
Dr. Mark Davis (13 septembre 1952 - ) est le cofondateur du projet Unicode et le président du Consortium Unicode.

## Publication
Il a participé à la rédaction de The Unicode Standard, Version 5.0